# Olympische Jugend-Sommerspiele 2010/Teilnehmer (Thailand)
| Gelbes Symbol für Goldmedaillen mit stilisierten Olympischen Ringen | Graues Symbol für Silbermedaillen mit stilisierten Olympischen Ringen | Braundes Symbol für Bronzemedaillen mit stilisierten Olympischen Ringen |
| ------------------------------------------------------------------- | --------------------------------------------------------------------- | ----------------------------------------------------------------------- |
| 4                                                                   | 3                                                                     | —                                                                       |

Die Jugend-Olympiamannschaft aus Thailand für die I. Olympischen Jugend-Sommerspiele vom 14. bis 26. August 2010 in Singapur bestand aus 34 Athleten.

## Athleten nach Sportarten

### Badminton
| Mädchen - Sapsiree Taerattanachai Einzel: Gold | Jungen - Pisit Poodchalat Einzel: Gold |

### Basketball
Mädchen
- Punnida Arjsri
- Aungkana Buapa
- Thidaporn Maihom
- Pornnutcha Sawatong
3x3: 17. Platz

### Bogenschießen
Jungen
- Tanapat Harikul
Einzel: 17. Platz
Mixed: 17. Platz (mit Tan Ya-ting  Chinesisch Taipeh)

### Gewichtheben
| Mädchen - Sirivimon Pramongkhol Federgewicht: Silber - Chitchanok Pulsabsakul Superschwergewicht: Silber | Jungen - Tairat Bunsuk Leichtgewicht: 5. Platz - Chatuphum Chinnawong Mittelgewicht: Silber |

### Leichtathletik
| Mädchen - Jantraporn Vongsuwakunta 5 km Gehen: 14. Platz - Pennapa Tantragool Weitsprung: 15. Platz - Subenrat Insaeng Diskuswurf: 5. Platz | Jungen - Jirapong Meenapra 100 m: 5. Platz - Panyawut Bumroong Kugelstoßen: 15. Platz |

### Radsport
- Siriluck Warapiang
- Satjakul Sianglam
- Sarawut Sirironnachai
- Jukrapech Wichana
Mixed: 25. Platz

### Rudern
Mädchen
- Varaporn Monchai
- Anita Whiskin
Zweier: 13. Platz

### Schießen
Mädchen
- Kanokkan Chaimongkol
Luftpistole 10 m: 13. Platz

### Schwimmen
| Mädchen - Patarawadee Kittiya 100 m Schmetterling: 16. Platz 200 m Schmetterling: 11. Platz | Jungen - Nuttapong Ketin 100 m Brust: 18. Platz 200 m Brust: 7. Platz 200 m Lagen: 12. Platz |

### Segeln
| Mädchen - Siripon Kaewduang-Ngam Windsurfen: Gold | Jungen - Supakon Pongwichean Byte CII: 20. Platz 20 |

### Taekwondo
Mädchen
- Worawong Pongpanit
Klasse bis 49 kg: Gold

### Tennis
Mädchen
- Luksika Kumkhum
Einzel: Viertelfinale
Doppel: 1. Runde (mit Grace Sari Ysidora  Indonesien)

### Tischtennis
| Mädchen - Suthasini Sawettabut Einzel: 4. Platz Mixed: 5. Platz | Jungen - Tanapol Santiwattanatarm Einzel: 17. Platz Mixed: 5. Platz |

### Triathlon
Mädchen
- Mattika Maneekaew
Einzel: 29. Platz
Mixed: 15. Platz (im Team Asien 3)

### Turnen

#### Gymnastik
| Mädchen - Rawiwarn Muaktanod Einzelmehrkampf: 31. Platz | Jungen - Weena Chokpaoumpai Einzelmehrkampf: 25. Platz Pferd: 5. Platz |